# Secure Shell
A Secure Shell (röviden: SSH) egy helyi és egy távoli számítógép közötti biztonságos csatorna kiépítésére kifejlesztett szabványcsalád és protokoll. Nyilvános kulcsú titkosítást használ a távoli számítógép hitelesítésére, és opcionálisan a távoli számítógép is hitelesítheti a felhasználót. 
Az SSH-t leggyakrabban arra használják, hogy egy távoli gépre belépjenek vele és parancsokat adjanak ki, de támogatja a tunnelinget, azaz tetszőleges TCP portok és X11 kapcsolatok továbbítását; fájlok biztonságos átvitelére is használható a kapcsolódó SFTP (Secure FTP) és SCP (Secure Copy) protokollok segítségével. Az SSH szerverek alapértelmezésben a 22-es TCP portot figyelik.

## Története
1995-ben Tatu Ylönen, a Helsinki Műszaki Egyetem egy kutatója tervezte meg a protokoll első változatát (mai nevén: SSH-1), miután az egyetemi hálózatban valaki egyszerű hallgatózással (sniffing) szerzett meg jelszavakat. Az SSH tervezési célja a korábbi rlogin, TELNET és rsh protokollok kiváltása volt, amelyek nem nyújtottak erős hitelesítést, sem biztonságot a lehallgatás ellen. Ylönen implementációját freeware-ként indította útjára 1995 júliusában, és az eszköz gyorsan népszerűvé vált – 1995 végére már 50 országban több mint 20 000-en használták.